# Lunathyrium shandongense
Lunathyrium shandongense là một loài thực vật có mạch trong họ Woodsiaceae. Loài này được J.X. Li & F.Z. Li miêu tả khoa học đầu tiên năm 1984.